# Le Vauclin
Le Vauclin är en ort och en kommun i Martinique. Den ligger i den sydöstra delen av Martinique, 26 km öster om huvudstaden Fort-de-France.